# Jáchym Kučera
Jáchym Kučera (* 2. května 1991 Kladno) je český divadelní a filmový herec.

## Život
Po začátcích ve Středočeském divadle, kde účinkoval v dětských rolích, odmaturoval na střední průmyslové škole v oboru strojírenství a pokračoval na pražskou DAMU, kde absolvoval obor činoherního herectví pod vedením prof. Jana Buriana, Jany Hlaváčové, Ladislava Mrkvičky a Marka Němce. Po studiích nastoupil do Divadla na Fidlovačce. Pravidelně hraje se spolkem Divadlo Spektákl, hostoval v Jihočeském divadle a příležitostně působil jako režisér a divadelní lektor amatérského souboru Divadélko u Zvonu. V roce 2017 si ho Jan Hřebejk vybral do role Slávka Stárka ve třetím dílu jeho trilogie Zahradnictví s názvem Nápadník, kde si zahrál filmového syna Miroslava Táborského. Roku 2019 nastoupil do angažmá Divadla Petra Bezruče v Ostravě.

## Významné divadelní role
- Hrabě Ferri Atenstäd (G. Meyrink, I. K. Kubák, M. Nováková: Golem, režie: I. K. Kubák, Tygr v tísni, 2013)
- Dušan (J. Holec a kol.: Fraška o Dušanově duši, režie: J. Holec, Divadlo Spektákl, 2014)
- Sancho Panza (V. Dyk: Zmoudření dona Quijota, režie: J. Holec, Divadlo Spektákl, 2014)
- Santiago Nasar (G. G. Márquez: Kronika ohlášené smrti, režie: Jan Holec, Divadlo Spektákl, 2017)
- Don Juan (W. A. Mozart, G. Gazzaniga: Don G, režie: Magdalena Švecová, Jihočeské divadlo, 2018)
- Smerďakov (F. M. Dostojevskij: Bratři Karamazovi, režie: Jan Holec, Divadlo Petra Bezruče, 2021)